# Dolphin (navigateur)
Pour les articles homonymes, voir Dolphin.
Dolphin (en anglais : Dolphin Browser) est un navigateur Web pour les systèmes d'exploitation Android, Apple iOS et Bada. Ce navigateur est développé par la société MoboTap Inc.. Il supporte les gestures, ainsi que des Add-ons et Adobe Flash.
Il ne doit pas être confondu avec Dolphin, le gestionnaire de fichiers par défaut de l'environnement de bureau libre KDE

## Versions

### Android
Dolphin Browser 11.0.0 (22 décembre 2014) est la dernière version disponible pour Android. Il inclut la conduite de geste, des add-ons, les thèmes et Adobe Flash Player. Il est disponible à partir d'Android 2.0.1.
Dolphin Browser Mini 2.3 (20 mars 2012) est disponible pour les versions d'Android plus anciennes, à partir d'Android 1.6.
Les tablettes tactiles possèdent leur version dédiée, Dolphin for Pad V1.0 Beta. Actuellement en version 1.0.1, il nécessite Android 3.0.
Une version destinée à la protection des données en ligne, Dolphin Zero, est aussi disponible à partir d'Android 2.2. L'application est en version 1.0. (dernière mise à jour : 5 novembre 2015)

### iOS
Le navigateur est disponible sur le système d'exploitation iOS, à partir de la version 4.3. La dernière version du navigateur est Dolphin Browser 9.3.1. (4 novembre 2015) et est utilisable sur iPhone, iPad et iPod touch.

### Bada
Le système d'exploitation bada utilise Dolphin Browser comme navigateur préinstallé. La dernière version compatible est Dolphin Browser 2.0.

## Moteur HTML5 de Dolphin Browser
Depuis août 2012, Dolphin Browser utilise son propre moteur HTML5. Ce navigateur ressemble au Dolphin Browser classique, les changements ne concernent que le moteur, est actuellement en bêta-test.  Dolphin Browser Beta est disponible en version 1.3.1. Le système d'exploitation doit être Android 2.3 minimum.

### Dolphin Browser Jetpack
Il y a une alternative à Dolphin Browser Beta. Dolphin Browser peut être élargi avec un Add-on qui s'appelle Dolphin Browser Jetpack lequel ajoute un moteur HTML5. On peut activer ou désactiver ce moteur, si on en a besoin.

## Utilisation
Dolphin est navigateur anti-détection - c'est un logiciel spécial qui masque l'empreinte numérique d'un utilisateur sur Internet, vous permettant de ressembler à une autre personne ou à un autre appareil. Il est utilisé pour protéger la confidentialité, contourner les restrictions de sites, gérer plusieurs comptes et automatiser diverses tâches sans éveiller les soupçons.
Dans un sens plus large ces navigateurs sont utilisés pour Récupération de données sur Internet - le processus automatisé d'extraction des données des sites Web, où le navigateur anti-détection est indispensable.